# Agnellus z Neapolu
Agnellus z Neapolu (ur. 530 w Neapolu zm. ok. 590 lub 604) – pustelnik, bazylianin i opat, święty chrześcijański.
Początkowo prowadził życie pustelnika, następnie wstąpił do zgromadzenia bazylianów gdzie w późniejszym okresie został opatem.
W ikonografii przedstawiany z stroju mniszym z krzyżem opackim. Jego atrybuty to księga wskazująca na życie zgodne ze Słowem Bożym, port morski jest portem ocalonego miasta i odnosi się do cudownego, za wstawiennictwem Świętego, ocalenia Neapolu przed najazdem Saracenów, sztandar z czerwonym krzyżem.